# Elgin (Illinois)
Elgin is een plaats (city) in de Amerikaanse staat Illinois, en valt bestuurlijk gezien onder Cook County en Kane County.

## Demografie
Bij de volkstelling in 2000 werd het aantal inwoners vastgesteld op 94.487. In 2006 is het aantal inwoners door het United States Census Bureau geschat op 101.903, een stijging van 7416 (7,8%).

## Geografie
Volgens het United States Census Bureau beslaat de plaats een oppervlakte van 65,8 km², waarvan 64,8 km² land en 1,0 km² water. Elgin ligt op ongeveer 274 m boven zeeniveau.

## Geboren
- Jim Gaffigan (1966), acteur, stemacteur, stand-upkomiek, filmproducent en scenarioschrijver.

## Plaatsen in de nabije omgeving
De onderstaande figuur toont nabijgelegen plaatsen in een straal van 12 km rond Elgin.